# Philippe Compagnon
Pour les articles homonymes, voir Compagnon.
 (décembre 2019).
Si vous disposez d'ouvrages ou d'articles de référence ou si vous connaissez des sites web de qualité traitant du thème abordé ici, merci de compléter l'article en donnant les références utiles à sa vérifiabilité et en les liant à la section « Notes et références ».
Philippe Compagnon est un peintre français, né le 12 décembre 1951 à Jonzac.

## Biographie
Installé à La Rochelle jusqu’à l’âge de 33 ans, Philippe Compagnon choisit de vivre à Paris en 1984 où il déploie, dans son œuvre picturale et sculpturale, une abstraction rigoureuse.
Après avoir produit pendant cinq ans une peinture figurative, assez symboliste, Philippe Compagnon se retrouve en 1975 au Salon de la jeune peinture à Paris dans l’orbite de la nouvelle figuration ou figuration narrative. À partir de 1978, estimant être arrivé au bout de cette figuration, il peint une nature morte : un élément de pédalier et deux morceaux de roues de vélo, soit des courbes et des droites.
Peu à peu il supprime des éléments, puis les courbes, puis les diagonales, réduit le nombre de couleurs et son travail devient purement formel.

## Expositions

### Expositions personnelles
- 1990 Condeso-Lawler Gallery, New-York
- 1991 Galerie Bernard Jordan, Paris
- 1992 Galerie M&M, Cannes
- 1995 Galerie Bernard Jordan M Devarrieux, Paris
- 1998 Galerie Bernard Jordan, Paris
- 2001 « Abstractions faites », musée du Donjon, Niort ; galerie Bernard Jordan, Paris ; galerie Pixi, Paris
- 2004 La Halle, Villefranche-de-Rouergue
- 2005 Espace d'art contemporain, La Rochelle
- 2006 Art Paris, galerie Pixi, Paris ; « Trois murs et quelques tableaux », école d'art Gérard Jacot, Belfort
- 2007 Galerie Bernard Jordan, Paris
- 2008 Collégiale Sainte-Croix, Loudun

### Expositions collectives
- 1987 « La règle et l'émotion », musée Campredon, Île-sur-Sorgue
- 1997 « Remise en forme », galerie Kippas, Paris
- 1998 « Conexoes/Colçoes », Arvore, Porto, Portugal
- 1999 « 30 artistes 1969-1999 », Assemblée nationale, Paris ; collection Frac Alsace, Sélestat ; galerie Bernard Jordan, Paris
- 2000 « 1/2000 », collège Jacques-Cartier, Chauny
- 2001 « Bobogny aqui », à Arte Viaja (avec C. Poncin et Joël Ducorroy), FAAP Sao Paulo, Brésil ; FIAC, galerie Bernard Jordan, Paris ; collection Frac Alsace, Sélestat
- 2002 « Number One is aduck », galerie Bernard Jordan, Paris
- 2003 « Quatre peintres », KlC, Zagreb, Croatie ; 5 rue Chapon, Carré Saint-Vincent, Orléans
- 2004 « Posé sur le papier », galerie Bernard Jordan, Paris
- 2007 Musée Matisse, Le Cateau-Cambrésis ; L'Allan, Hôtel de Sponeck, Montbéliard
- 2008 Salon du dessin contemporain